# Walter Hanke
Ne doit pas être confondu avec Josef Hanke.
Walter Hanke, né le 18 mars 1910 et mort le 2 septembre 1980, était un footballeur international allemand.

## Biographie
Il dispute son seul match international en novembre 1930 face à la Slovaquie et marqua à cette occasion un but. Il rejoint le championnat de France professionnel en 1933 en s'engagea au Havre AC pour la première édition de la Division 2 et enchaîne la saison suivante avec le HAC, toujours en D2, en marquant 11 buts en 13 matchs joués en championnat. Il est recruté par le CS Metz (D1) le 6 août 1935 avec qui il inscrit 14 buts en 54 matchs de championnat en deux saisons. Il signe au Stade rennais (Division 2) en 1937 et y reste jusqu'en 1939 avant de revenir en Allemagne. Sous le maillot du Stade rennais il joue 52 matchs de championnat de D2 pour 15 buts et 5 matchs pour 6 buts en Coupe de France.

## Clubs
- Breslauer FV 06
- Wiener AC
- DSV Saaz
- SK Prostejov
- Le Havre AC
- FC Metz
- Stade rennais

## Sources
- Almanachs de l'hebdomadaire Football (1933-39)
- Claude Loire, Le Stade rennais 1901-1991, Rennes, Apogée, 1994, p.458